# Louis Dor
Louis Dor est un chef maquilleur français, né le 14 février 1919 à Paris et mort le 18 décembre 1988 à Castres dans le Tarn.

## Carrière
Né à Paris le 14 février 1919, Louis Dor est un maquilleur de cinéma français. Il meurt le 18 décembre 1988 à Castres dans le Tarn.

## Filmographie sélective
(mars 2023).

### Cinéma
- 1941 : Notre-Dame de la Mouise de Robert Péguy
- 1941 : Ce n'est pas moi de Jacques de Baroncelli
- 1942 : L'Appel du bled de Maurice Gleize
- 1946 : Le pays sans étoiles de George Lacombe
- 1951 : Au pays du soleil de Maurice de Canonge
- 1951 : Clara de Montargis d'Henri Decoin
- 1952 : L'Amour toujours l'amour de Maurice de Canonge
- 1952 : Son dernier Noël de Jacques Daniel-Norman
- 1953 : L'Étrange Amazone de Jean Vallée
- 1953 : Boum sur Paris de Maurice de Canonge
- 1953 : Mandat d’amener de Pierre-Louis
- 1954 : Tourments de Jacques Daniel-Norman
- 1954 : Marchandes d'illusions de Raoul André
- 1954 : Les Clandestines de Raoul André
- 1954 : Adam est... Ève de René Gaveau
- 1955 : Interdit de séjour de Maurice de Canonge
- 1955 : Trois de la Canebière de Maurice de Canonge
- 1955 : Cherchez la femme de Raoul André
- 1955 : Le Crâneur de Dimitri Kirsanoff
- 1955 : Dix-huit Heures d'escale de René Jolivet
- 1956 : Ces sacrées vacances de Robert Vernay
- 1956 : Coup dur chez les mous de Jean Loubignac
- 1957 : Assassins et Voleurs de Sacha Guitry
- 1957 : Les trois font la paire de Clément Duhour et Sacha Guitry
- 1957 : La Nuit des suspectes de Víctor Merenda
- 1957 : Trois de la marine de Maurice de Canonge
- 1957 : Police judiciaire de Maurice de Canonge
- 1958 : Arènes joyeuses de Maurice de Canonge
- 1958 : Un certain monsieur Jo de René Jolivet
- 1959 : La tête contre les murs de Georges Franju
- 1961 : Napoléon II, l'aiglon de Claude Boissol
- 1961 : La princesse de Clèves de Jean Delannoy
- 1962 : Dossier 1413 d'Alfred Rode
- 1962 : Les ennemis d'Édouard Molinaro
- 1962 : Le Procès d'Orson Welles
- 1963 : Un drôle de paroissien de Jean-Pierre Mocky
- 1964 : Une ravissante idiote d'Édouard Molinaro
- 1964 : La Cité de l'indicible peur de Jean-Pierre Mocky
- 1965 : Les Grandes Gueules de Robert Enrico
- 1966 : Avec la peau des autres de Jacques Deray
- 1966 : L'Homme de Marrakech de Jacques Deray
- 1967 : Le Judoka agent secret de Pierre Zimmer
- 1967 : Les Arnaud de Léo Joannon
- 1968 : À tout casser de John Berry
- 1968 : Un drôle de colonel de Jean Girault
- 1968 : Adolphe ou l'Âge tendre de Bernard Toublanc-Michel
- 1969 : Traquenards de Jean-François Davy
- 1970 : L'Ardoise de Claude Bernard-Aubert
- 1970 : Solo De Jean-Pierre Mocky
- 1970 : L'amour, oui! Mais... de Philippe Schneider
- 1970 : L'Étalon de Jean-Pierre Mocky
- 1970 : La Grande Java de Philippe Clair
- 1971 : L'Albatros de Jean-Pierre Mocky
- 1972 : Les intrus de Sergio Gobbi
- 1972 : Chut! de Jean-Pierre Mocky
- 1972 : La vierge de Tadeusz matuszewski
- 1972 : Aimez-vous les uns les autres... mais pas trop de Daniel Moosmann
- 1973 : Un officier de police sans importance de Jean Larriaga
- 1974 : Touche pas la femme blanche de Marco Ferreri
- 1974 : La Gueule de l'emploi de Jacques Rouland
- 1974 : Le Führer en folie de Philippe Clair
- 1974 : Un linceul n'a pas de poches de Jean-Pierre Mocky
- 1975 : Le Mâle du siècle de Claude Berri
- 1975 : L'Ibis rouge de Jean-Pierre Mocky
- 1975 : La Course à l'échalote de Claude Zidi
- 1975 : Trop c'est trop de Didier Kaminka et Pierre Beuchot
- 1975 : Quand la ville s’éveille de Pierre Grasset
- 1978 : La raison d'état d’André Cayatte

### Télévision
- 1968 : L'Éventail de Séville de René Wheeler
- 1977 : Le loup Blanc de Jean-Pierre Decourt
- 1981 : Fumées mauves de Renée Darbon
- 1981 : L’arbre aux mensonges de Denis Chegaray

### Maquilleur et acteur
- 1985 : L’Homme entre chien et loup, de Renée Darbon (Film réalisé, jamais publié).

## Théâtre
- 1978 : On ne badine pas avec l'amour de Musset, avec Simon Eine et Roger Kahane
- Lorenzaccio de Musset
- Cyrano de Bergerac, d'Edmond Rostand